# 索羅門群島簽證政策
外國公民入境 所罗门群岛前必須取得签证，除部分享有免簽證待遇的國家和地區的公民外。所有入境旅客的护照均須有6個月以上有效期。

## 分布地圖

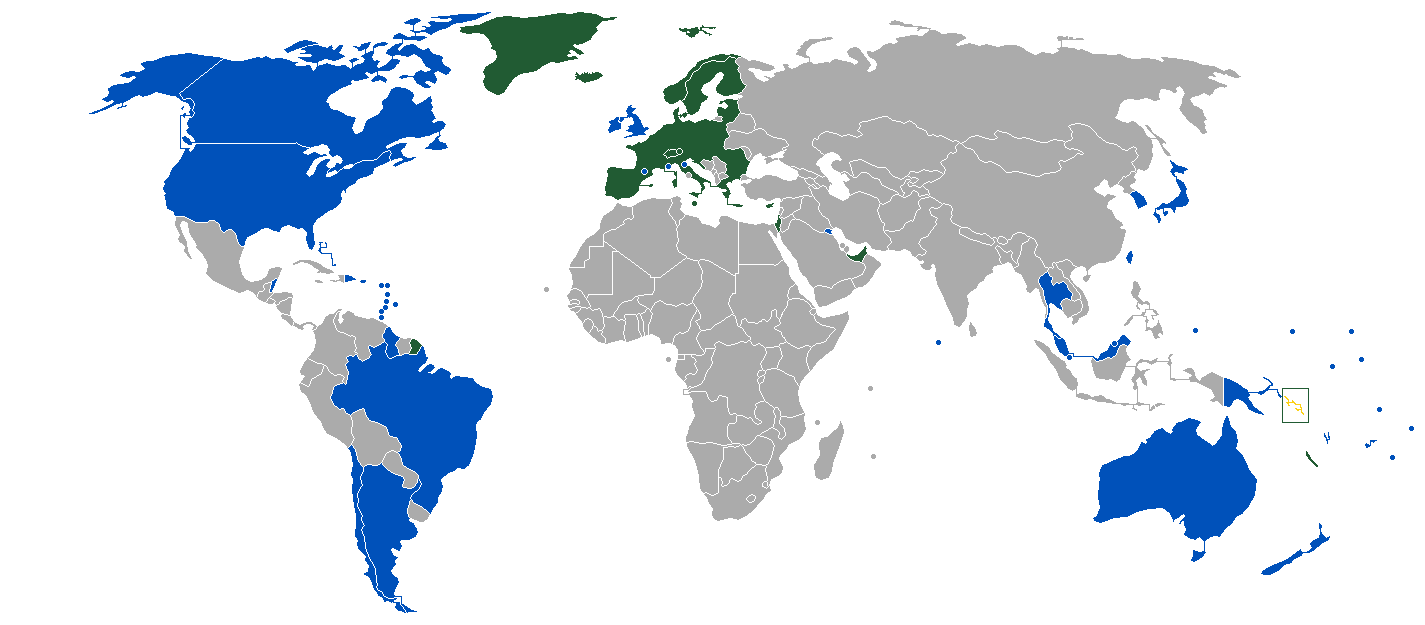
索羅門群島簽證政策
索羅門群島
免簽證
落地簽證

## 簽證政策
以下国家和地区的护照持有人可以在以下期限内免签证进入所罗门群岛：
| - 以色列 | - 阿联酋 |  |

| - 欧盟成员国 (除了爱尔兰) \| - 冰島 - 列支敦斯登 \| - 挪威 - 瑞士 \| |               |
| - 冰島 - 列支敦斯登                                                  | - 挪威 - 瑞士 |

| - 冰島 - 列支敦斯登 | - 挪威 - 瑞士 |

| - 马来西亚 | - 新加坡 | - 中國1 |  |

下列77個國家的公民入境時可獲30天落地簽證許可：
- 歐洲經濟區[3]
- 安道尔
- 安地卡及巴布達
- 阿根廷
- 巴哈马
- 巴西
- 保加利亚
- 加拿大
- 智利
- 多米尼克
- 斐济
- 格瑞那達
- 以色列
- 日本
- 科威特
- 马来西亚
- 馬爾地夫
- 马绍尔群岛
- 密克羅尼西亞聯邦
- 摩納哥
- 瑙鲁
- 新西兰[4]
- 帛琉
- 巴拉圭
- 秘魯
- 圣基茨和尼维斯
- 圣卢西亚
- 萨摩亚
- 圣马力诺
- 新加坡
- 苏里南
- 泰國
- 千里達及托巴哥
- 美国[5]
- 乌拉圭

## 外部連結
- 索羅門群島移民要求（英文）